# آنا ماريا أورتيز
آنا ماريا أورتيز (بالإسبانية: Ana María Ortiz)‏ هي عارضة بوليفية، ولدت في 1989 في إدارة بني في بوليفيا.